# Thelactis simplex
Thelactis simplex is een zeeanemonensoort. De anemoon komt uit het geslacht Thelactis. Thelactis simplex werd in 1877 voor het eerst wetenschappelijk beschreven door Klunzinger. 